# Louveira
Louveira is een gemeente in de Braziliaanse deelstaat São Paulo. De gemeente telt 33.251 inwoners (schatting 2009).

## Geografie

### Aangrenzende gemeenten
De gemeente grenst aan Itatiba, Itupeva, Jundiaí en Vinhedo.

## Demografie
| Historische bevolking van de gemeente | Historische bevolking van de gemeente | Historische bevolking van de gemeente | Historische bevolking van de gemeente |
| Jaar                                  | Bevolking                             |                                       | %±                                    |
| ------------------------------------- | ------------------------------------- | ------------------------------------- | ------------------------------------- |
| 1970                                  | 6.430                                 |                                       | —                                     |
| 1980                                  | 10.322                                |                                       | 60,5%                                 |
| 1991                                  | 16.259                                |                                       | 57,5%                                 |
| 2000                                  | 23.903                                |                                       | 47,0%                                 |
| 2010                                  | 37.125                                |                                       | 55,3%                                 |
| 2022                                  | 51.847                                |                                       | 39,7%                                 |
| [ 1 ] [ 2 ] [ 3 ]                     |                                       |                                       |                                       |